# Ifs (Calvados)
Ifs is een gemeente in het Franse departement Calvados (regio Normandië). De gemeente telde 11.868 inwoners op 1 januari 2022. De plaats maakt deel uit van het arrondissement Caen.

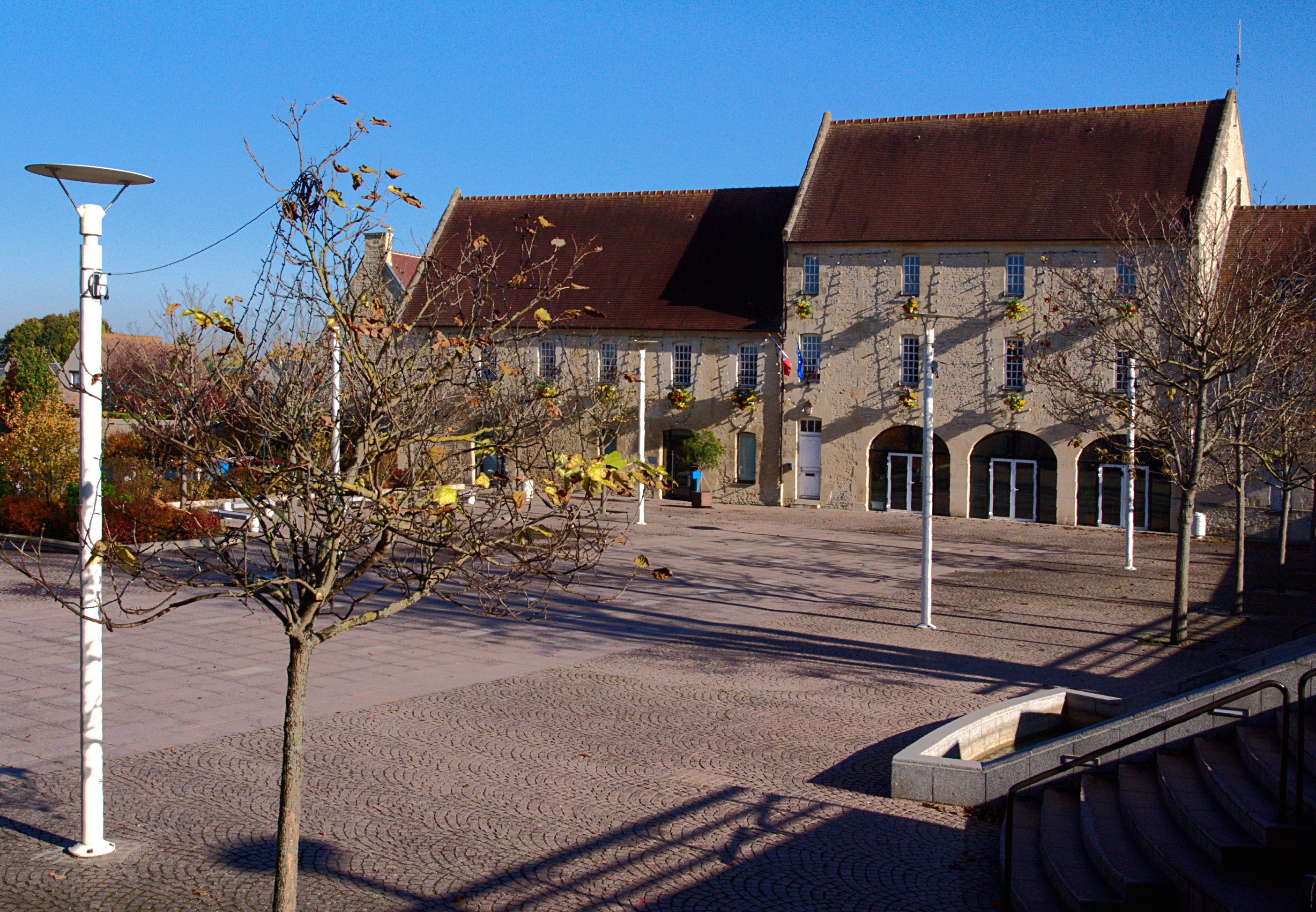
Gemeentehuis
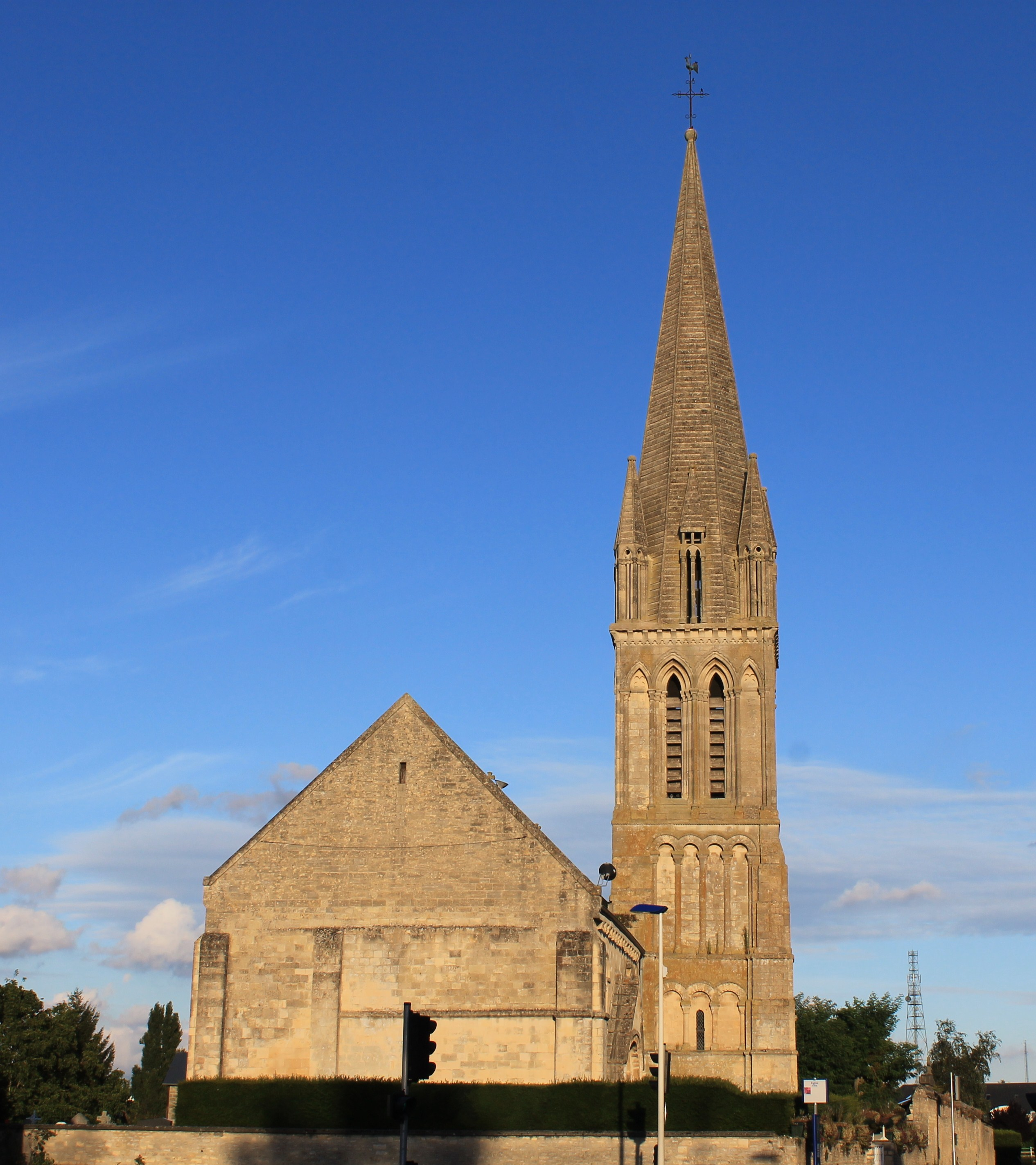
Kerk Saint-André. Een deel van het koor is 13e-eeuws, maar de kerk werd uitgebreid in de 19e eeuw en heropgebouwd na de Tweede Wereldoorlog.
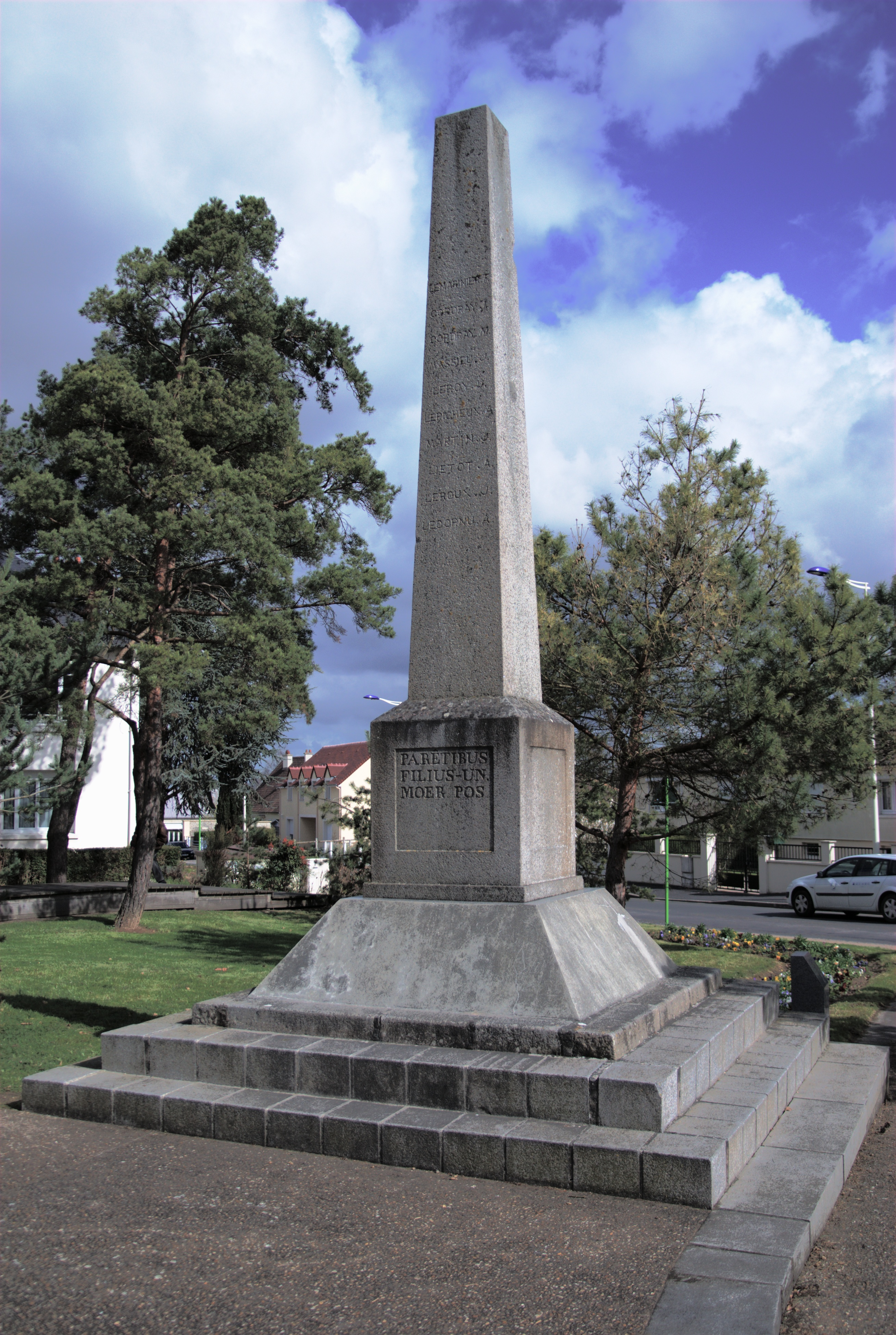
Oorlogsmonument

## Geschiedenis
Ifs werd voor het eerst vermeld in de 11e eeuw, al was er eerder ook al bewoning. Er werden een Gallisch gravenveld uit de 5e eeuw v.Chr. en 443 Merovingische graven uit de 5e tot de 7e eeuw gevonden. Ifs en Bras behoorden tot de parochie van Allemagne (Fleury-sur-Orne). De kerk Saint-André van Ifs hing af van de Abdij Saint-Étienne in Caen. Ifs was tijdens het ancien régime een heerlijkheid.
In 1876 telde de gemeente nog maar 682 inwoners en in 1931 705 inwoners. De gemeente leed schade in 1944. Onder andere de kerk werd beschadigd. Pas tijdens de Trente Glorieuses groeide de gemeente en werd ze een deel van het stedelijk gebied van Caen. De ringweg rond Caen werd aangelegd en de gemeente werd ook verbonden met Caen via de tram.

## Geografie
De oppervlakte van Ifs bedroeg op 1 januari 2022 9,06 vierkante kilometer; de bevolkingsdichtheid was toen 1.309,9 inwoners per km².
De gemeente wordt doorsneden van noord naar zuid door de weg tussen Falaise en Caen (Rue de Caen / Route de Falaise) en de zuidelijke ringweg rond Caen (Boulevard périphérique Sud). Het centrum van de gemeente ligt ten zuidwesten van de kruising van deze wegen. Ten noorden van de ringweg liggen de wijken La Plaine, Le Clos Chaumont en Le Hoguet. In het zuidoosten van de gemeente ligt het gehucht Bras.
De onderstaande kaart toont de ligging van Ifs met de belangrijkste infrastructuur en aangrenzende gemeenten.

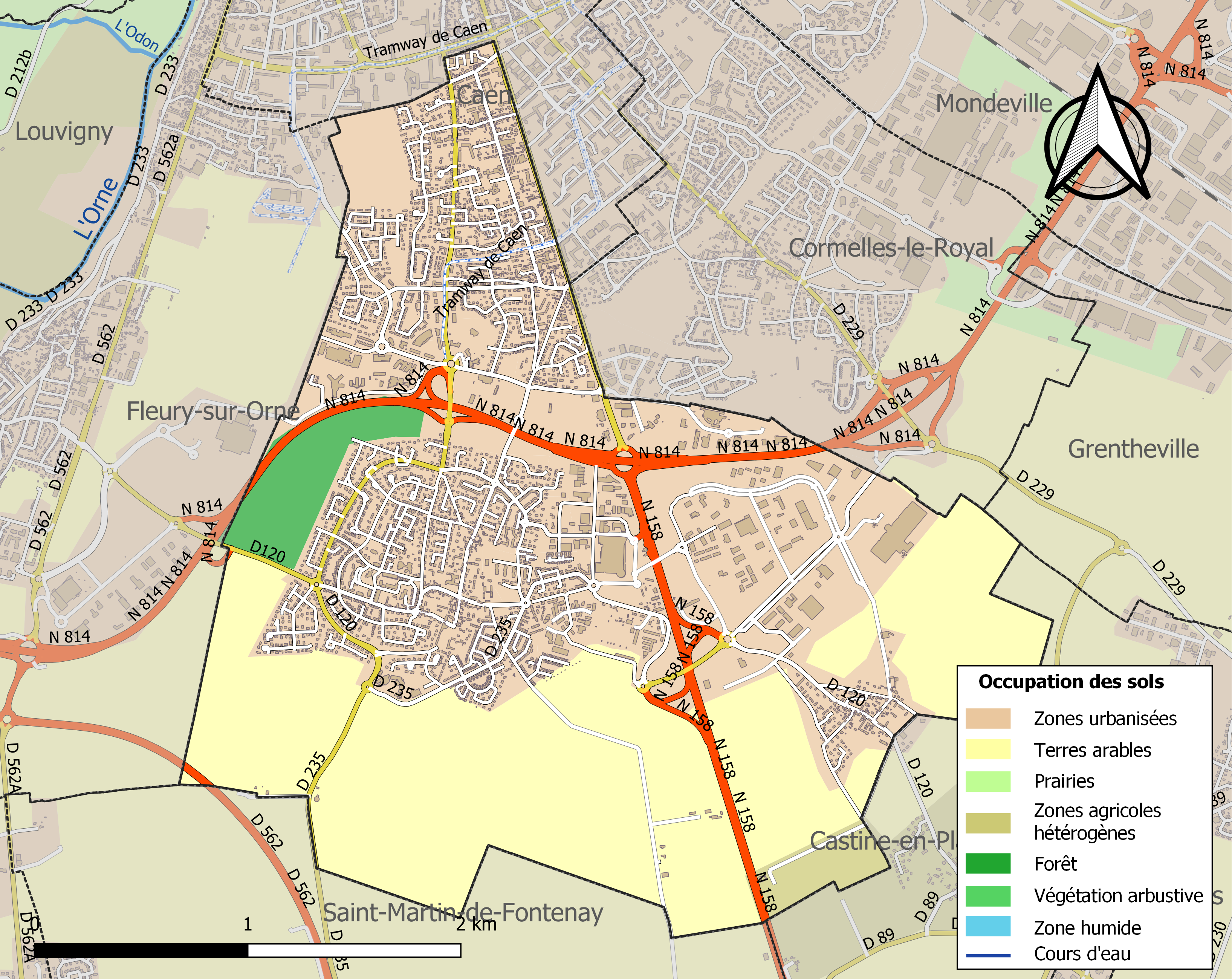

## Demografie
Onderstaande figuur toont het verloop van het inwonertal (bron: INSEE-tellingen).
Vanwege een beveiligingsprobleem met de MediaWiki Graph-software is het momenteel niet mogelijk deze grafiek weer te geven. Zodra de software is bijgewerkt zal de grafiek vanzelf weer zichtbaar worden.